# Seznam dílů seriálu Ve službách CIA
Toto je seznam dílů seriálu Ve službách CIA.

## Přehled řad
| Řada | Díly | Premiéra v USA     | Premiéra v USA | Premiéra v ČR  | Premiéra v ČR  |
| Řada | Díly | První díl          | Poslední díl   | První díl      | Poslední díl   |
| ---- | ---- | ------------------ | -------------- | -------------- | -------------- |
| 1    | 13   | 17. listopadu 2014 | 16. února 2015 | 5. června 2015 | 28. srpna 2015 |

## Seznam dílů
| Č. v seriálu | Původní název   | Český název     | Režie                 | Scénář                                                                           | Premiéra v USA     | Premiéra v ČR     |
| ------------ | --------------- | --------------- | --------------------- | -------------------------------------------------------------------------------- | ------------------ | ----------------- |
| 1            | Pilot           | —               | Joe Carnahan          | námět: Alexi Hawley scénář: Joe Carnahan, Susan Morris a Alexi Hawley            | 17. listopadu 2014 | 5. června 2015    |
| 2            | Secrets & Lies  | Tajemství a lži | Joe Carnahan          | Edward Allen Bernero                                                             | 24. listopadu 2014 | 12. června 2015   |
| 3            | Half the Sky    | Polovina oblohy | Sarah Pia Anderson    | Kim Clements                                                                     | 1. prosince 2014   | 19. června 2015   |
| 4            | Bang, Bang      | Výhrůžky        | Nelson McCormick      | Sarah Kucserka a Veronica West                                                   | 8. prosince 2014   | 26. června 2015   |
| 5            | Ar Rissalah     | Ar-Rissalah     | Bill Eagles           | Devon Greggory                                                                   | 15. prosince 2014  | 3. července 2015  |
| 6            | Masquerade      | Maškaráda       | Joe Carnahan          | Adam R. Perlman                                                                  | 22. prosince 2014  | 10. července 2015 |
| 7            | Bellerophon     | Bellerophon     | P.J. Pesce            | Matthew Lau                                                                      | 5. ledna 2015      | 17. července 2015 |
| 8            | Ghosts          | Duchové         | Félix Enríquez Alcalá | Linda Burstyn                                                                    | 12. ledna 2015     | 24. července 2015 |
| 9            | Cry Havoc       | Detektor lži    | Joshua Butler         | Heidi McAdams                                                                    | 19. ledna 2015     | 31. července 2015 |
| 10           | The War at Home | Domácí válka    | Nelson McCormick      | Susan Morris a Ari Briskman                                                      | 26. ledna 2015     | 7. srpna 2015     |
| 11           | The Faithful    | Uprchlík        | Ernest Dickerson      | Zach Ayers a Adam Gaines                                                         | 2. února 2015      | 14. srpna 2015    |
| 12           | Here and Now    | Tady a teď      | Ben Bray              | Sarah Kucserka a Veronica West                                                   | 9. února 2015      | 21. srpna 2015    |
| 13           | Deadcheck       | Důkaz smrti     | Joe Carnahan          | námět: Dario Scardapane a Samantha Stratton scénář: Joe Carnahan a Michael Perri | 16. února 2015     | 28. srpna 2015    |